# Composto cíclico
Em química orgânica, um composto cíclico é um composto no qual uma série de átomos de carbono são conectados formando um laço ou anel. O benzeno é um exemplo bem conhecido. O termo "policíclico" é usado quando mais de um anel formam uma molécula como por exemplo no naftaleno, e o termo macrociclo é usado para um anel contendo mais que uma dúzia de átomos.

Benzeno, um composto cíclico simples.
Naftaleno, um composto policíclico simples.
Porfirina, um composto macrocíclico simples.

Uma reação química orgânica que forma um ciclo, ou seja, produz uma molécula cíclica a partir de um composto não cíclico, é chamada reação de ciclização. Um exemplo genérico para se entender tal tipo de reação seria a ciclização do hexano em cicloexano. Um exemplo de reação que produz ciclização é a condensação de Dieckmann.